# Хошимин
Хошимин (на виетнамски: Thành phố Hồ Chí Minh) е най-големият град във Виетнам. През 2023 г. градът  е населен от 9 456 700 души, също така е център на метрополен регион с 22 552 900 души.
Намира се северно от делтата на река Меконг, на западния бряг на река Сайгон.
От 1887 до 1901 г. е столица на Френски Индокитай. Градът се нарича Сайгон от 1955 до 1975 г., докогато е столица на Република Южен Виетнам. След обединяването на страната (30 април 1975) е наречен на името на лидера на Виетнамската комунистическа партия и президент на Социалистическа република Виетнам Хо Ши Мин.

## Население
Към 2018 г. градът се обитава от около 8,5 милиона жители, а с околните селища населението му възлиза на близо 14 милиона души. Тук живеят освен етнически виетнамци и много китайци (наричани хоа).
Сериозно е положението с разпространението на СПИН в града. Към 2004 г. са регистрирани около 12 хил. случая на инфектирани с вируса на СПИН лица. Градът е на първо място по серопозитивни във Виетнам.

## Транспорт
През Хошимин минават националните автостради QL1A и QL51. В границите на града се намират автомобилните мостове Thủ Thiêm (2008) и Phú Mỹ (2009), а също подводният автомобилен тунел Thủ Thiêm (2011). Най-големият автобусен оператор е Saigon Passenger Transportation Company (SaigonBus).
В Хошимин се строят по съвместен виетнамско-японски проект две линии на метрополитен. Линия 1 се състои от подземен (2,6 km) и надземен (17,1 km) участък, а линия 2 – от 9,6 km подземен участък.
Международното летище Таншоннят е най-голямото в страната, то осигурява над половината от целия пътнически авиотрафик на Виетнам. Има решение до 2025 г. да се построи ново международно летище Лонгтхан, като Таншоннят ще обслужва само вътрешни маршрути.
В Хошимин са базирани авиокомпаниите Vietnam Air Service Company, Jetstar Pacific Airlines и VietJet Air, а също Airports Corporation of Vietnam – държавният оператор на всички граждански летища на Виетнам.

## Архитектура
Градът се развива бурно. Тук се строят както първите във Виетнам многоетажни здания, така и класически небостъргачи (тези с височина над 100 m са повече от 30). Такива са кулата Bitexco (262 m), кулата Vietcombank (206 m), Saigon One Tower (195 m), Световният търговски център Sabeco (170 m), Saigon Times Square (164 m), Petroland Tower (155 m). През 2018 г. в Хошимин е завършено строителството на най-високото здание във Виетнам и в цяла Югоизточна Азия, 14-о по височина здание в света – 81-етажната кула Landmark 81, висока 350 m.

## Икономика
Хошимин е най-важният икономически и транспортен център на Виетнам и привлича значителен дял от чуждестранни инвестиции, направени в страната. Повече от 60% от капиталовите инвестиции в икономиката се дължат на чуждестранни инвестиции, около една трета – в публичния сектор, останалите – в частния виетнамски капитал. Секторът на услугите представлява 51,1% от икономиката на Хошимин, промишлеността и строителството – 47,7%, селското стопанство, риболова и горското стопанство – 1,2%. В началото на 2012 г. 34,3% от земята е била използвана за земеделие (71,8 хектара), 16,3% – за горско стопанство (34,1 хектара), 15,7% – за специални нужди (33 хектара) и 11,5% – за лични парцели (24 ха) .
Въпреки кризата с недвижимите имоти през 2011 – 2012 г., строителната индустрия в Хошимин играе важна роля в икономиката на града. Тук се строят големи жилищни и офис комплекси, хотели, търговски центрове, индустриални зони, транспортни и енергийни инфраструктурни съоръжения, включително с участието на частен капитал от Сингапур, Южна Корея, Япония, Хонконг, Малайзия и Тайланд. Градът активно развива електронната индустрия, сектора на телекомуникациите, информационните и компютърните технологии, научните изследвания.

### Промишленост
През 2010 г. индустриалният сектор на Хошимин произвежда стоки на стойност 32 млрд. долара, което е с 14,2% повече в сравнение с предходната година. Градът се развива в индустриите текстил, облекло, кожа и обувки, храни (включително преработка на морски дарове и производство на напитки), сглобяване на автомобили. Четири ключови сегмента представляват около 60% от промишленото производство: машиностроене и промишлено оборудване; химически продукти, пластмаси и каучук; електроника и информационни технологии; храна и напитки. В града има около 300 хиляди малки, средни и големи предприятия. Няколко корабостроителници работят в индустриалната зона Ba Son.

### Търговия
В Хошимин има повече от 170 големи и средни пазари (най-известните са Бен Тан , Бин Тей и Руският пазар ), хиляди улични и нощни пазари, както и модерни търговски центрове, вериги супермаркети и хипермаркети.

## Туризъм
През 2007 г. Хошимин е посетен от около 3 милиона чуждестранни туристи (приблизително 70% от всички чуждестранни туристи, посетили Виетнам), през 2010 г. – 3,1 милиона, през 2011 г. – 3,5 млн. През 2010 г. около 1,8 милиона виетнамци са заминали в чужбина през международното летище „Хо Ши Мин“ за туристически или бизнес цели. Към 2010 г. приходите от туризъм и развлечения в Хошимин са около 2,1 милиарда долара, което е увеличение със 17% спрямо предходната година.
Сред най-големите хотели от международен клас са Sofitel Plaza, Rex, Sheraton, Park Hyatt, Saigon.

## Побратимени градове
- Пусан, Южна Корея
- Чампасак, Лаос
- Манила, Филипини
- Москва, Русия
- Лион, Франция
- Гуанджоу, Китай
- Осака, Япония
- Пном Пен, Камбоджа
- Виентян, Лаос
- Шънян, Китай
- Торонто, Канада
- Сан Франциско, САЩ
- Шанхай, Китай